# Fransk-engelsk kortlek

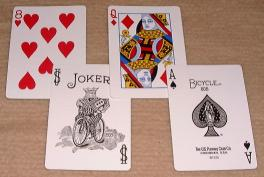
Typiska moderna spelkort

Den fransk-engelska kortleken är den vanligaste typen av kortlek. Med denna lek spelas de flesta kända kortspel.
Den består av 52 spelkort uppdelade i fyra så kallade färger, även kallade sviter. Varje färg innehåller ett ess, nummerkort från 2 till 10, en knekt, en dam och en kung. Esset var från början bara en etta, därför börjar nummerkorten på 2. Det finns totalt 13 olika i varje färg, och en sammanfattande beteckning på dessa 13 är valörer. Korten med valörerna knekt, dam och kung kallas för klädda kort eller målare. Ett korts identitet bestäms entydigt av dess färg och valör och en standardkortlek innehåller ett kort för varje tänkbar kombination av dessa båda egenskaper.
Den traditionella rangordningen av korten inom varje färg från lägsta till högsta är  2, 3, 4, 5, 6, 7, 8, 9, 10, knekt, dam, kung och ess. Esset räknas dock ibland som lägre än tvåan, det vill säga lägst av alla och kungen blir då högst.
De fyra färgerna, med tillhörande svitmärken inom parentes, är spader (♠︎), hjärter (♥︎), ruter (♦︎) och klöver (♣︎). Dessa tillkom cirka år 1480 och är en fransk uppfinning.
- Spader kommer från grekiskans ”spatha”, som betyder ”svärd”.
- Hjärter heter på franska ”cœur” som betyder ”hjärta” vilket är översatt till svenska.
- Ruter heter på franska ”carreau”, som betyder ”fyrkant”, ”stenplatta” (efter latin ”quadrum”; ”fyrkant”) vilket är översatt till svenska.
- Klöver heter på franska ”trèfle”, som betyder just ”klöver”.

Till varje färg hör ett svitmärke som trycks på korten i det antal som kortet ska beteckna för nummerkorten. Ett kort med sju spadersymboler på kallas till exempel spader sju. De så kallade klädda korten (knekt, dam och kung) känns istället igen som föreställande figurer. På 1860-talet började man med att dessutom trycka hörnbeteckningar (även kallad index) på korten som med en liten siffra och ett litet svitmärke talar om vilket kort det är. Detta gör att man slipper räkna svitmärkena plus att man kan hålla fler kort bekvämt på handen samtidigt som man ser vilka de är. Honnörskorten har bokstäver i stället för siffror i hörnet. Det vanligaste systemet är det anglo-amerikanska med J för knekt (jack), Q för dam (queen), K för kung (king) och A för ess (ace). Det finns också det svenska beteckningssystemet med Kn för knekt, D för dam, K för kung och E för ess. Det tyska beteckningssystemet är som det svenska förutom att knekten betecknas med B. 
1857 uppfanns jokern som är ett extrakort (kan också vara flera stycken) som inte tillhör någon färg och inte har någon fastslagen rangordning, dess funktion varierar från spel till spel. De flesta kortspel spelas dock utan joker och den räknas inte som tillhörande standardkortleken.
Av tradition är svitmärkena för hjärter och ruter röda, och för klöver och spader svarta. För att skilja denna egenskap ”färg” från färg i betydelsen svit så används ofta begreppet kulör i den betydelsen som skiljer på röda och svarta kort. Det finns också fyrfärgskortlekar där varje färg verkligen har sin egen kulör. Spader och hjärter är då svarta respektive röda som vanligt, medan ruter är blå eller orange i stället för röd och klöver är grön i stället för svart: ♠︎, ♣︎, ♥︎, ♦︎/♦︎. Fyrfärgslekar används ibland i poker. Syftet med att använda dessa är bara för tydlighetens skull; man ska inte kunna se fel på vilka kort som ligger uppslagna på andra sidan bordet. Den traditionella uppdelningen i två kulörer (hjärter och ruter respektive spader och klöver) saknar helt betydelse i poker (liksom i de flesta andra kortspel).